# Sławno (Powiat Opoczyński)
Sławno ist ein Dorf und Sitz der gleichnamigen Gemeinde im Powiat Opoczyński der Woiwodschaft Łódź, Polen.

## Gemeinde
Zur Landgemeinde (gmina wiejska) Sławno gehören folgende Ortsteile mit einem Schulzenamt (sołectwo):
Antoninów
Antoniówka
Bratków
Celestynów
Dąbrowa
Dąbrówka
Gawrony
Grążowice
Grudzeń-Kolonia
Grudzeń-Las
Józefów
Kamień
Kamilówka
Kozenin
Kunice
Ludwinów
Olszewice
Olszowiec
Ostrożna
Owadów
Popławy
Prymusowa Wola
Psary
Sepno-Radonia
Sławno
Sławno-Kolonia
Szadkowice
Tomaszówek
Trojanów
Unewel
Wincentynów
Wygnanów
Zachorzów
Zachorzów-Kolonia
Weitere Ortschaften der Gemeinde sind Olszowiec-Kolonia und Prymusowa Wola (osada leśna).